# Odontomachus assiniensis

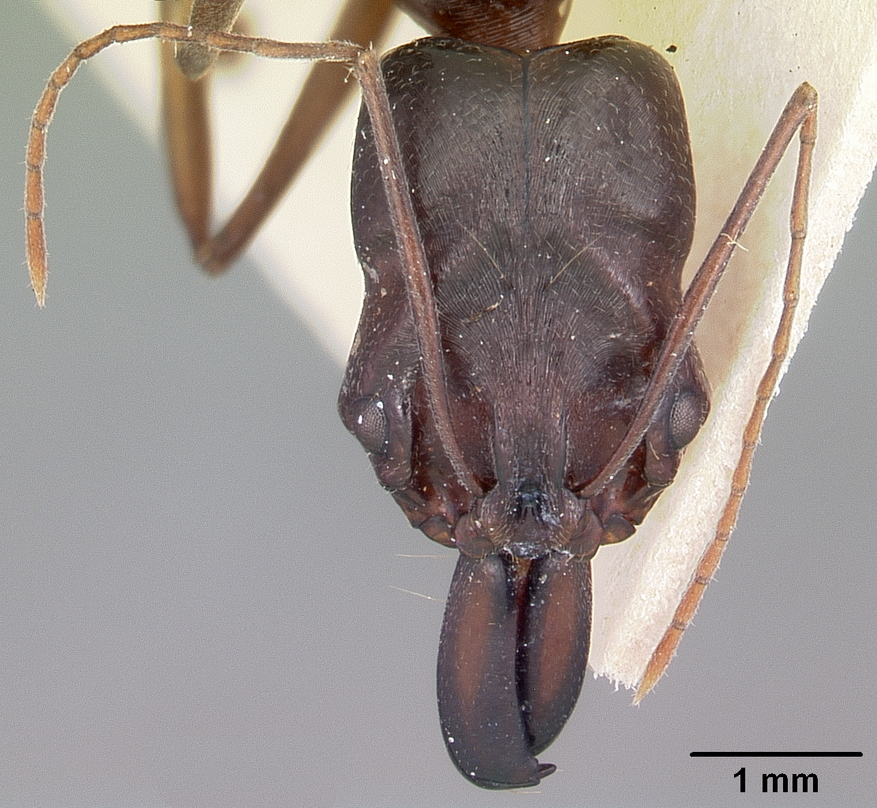
Odontomachus assiniensis

Odontomachus assiniensis (лат.) — вид муравьёв рода Odontomachus (Formicidae) из подсемейства понерины (Ponerinae), обитатели биогеографического региона Афротропика.

## Этимология
Видовое название происходит от имени места первого обнаружения в Кот-д’Ивуаре, где типовая серия была найдена в приморском поселении с именем Assinie (область Южная Комоэ).

## Распространение
Встречаются в тропической части Африки в странах южнее Сахары.

## Описание
Среднего размера муравьи (около 1 см) темно-коричневого (почти чёрного) цвета. Усики длинные (самцы жёлтые). Глаза расположены в переднебоковых частях головы. Затылочные углы головы увеличенные, в них прикрепляются мощные мышцы захлопывающихся почти мгновенно длинных челюстей. Жвалы прикрепляются в средней части передней поверхности головы, почти рядом друг с другом. Стебелёк между грудкой и брюшком состоит из одного членика (конусовидного петиолюса) с заострённой верхней частью. Формула щупиков: 4,4. 
Хищники (генералисты), предпочитающие мелких жертв из членистоногих. Охотятся главным образом, на термитов. Единственный представитель одноимённой видовой группы O. assiniensis, для которой характерны широкая голова и относительно толстые жвалы, гладкий дорзум брюшка, а узелок петиоля сходен с таковым в азиатских группах видов O. ruficeps или O. rixosus.
Вид был впервые описан в 1892 году итальянским мирмекологом Карло Эмери по рабочим особям.

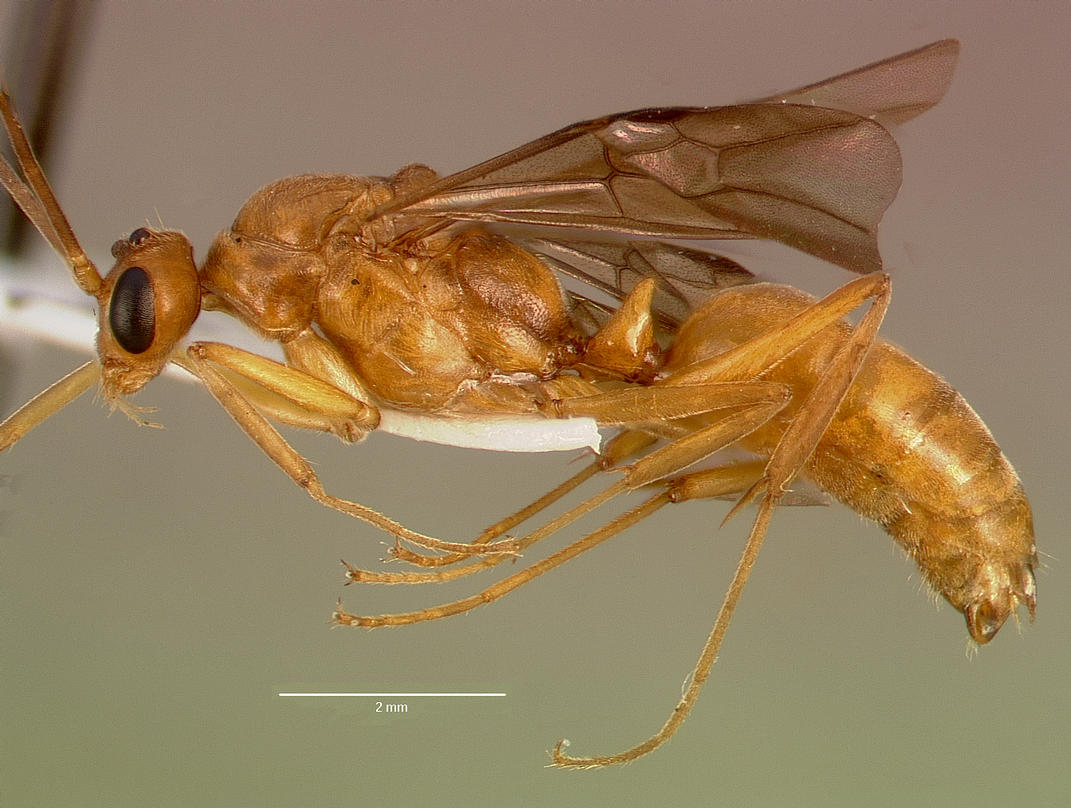
Крылатый самец Odontomachus assiniensis
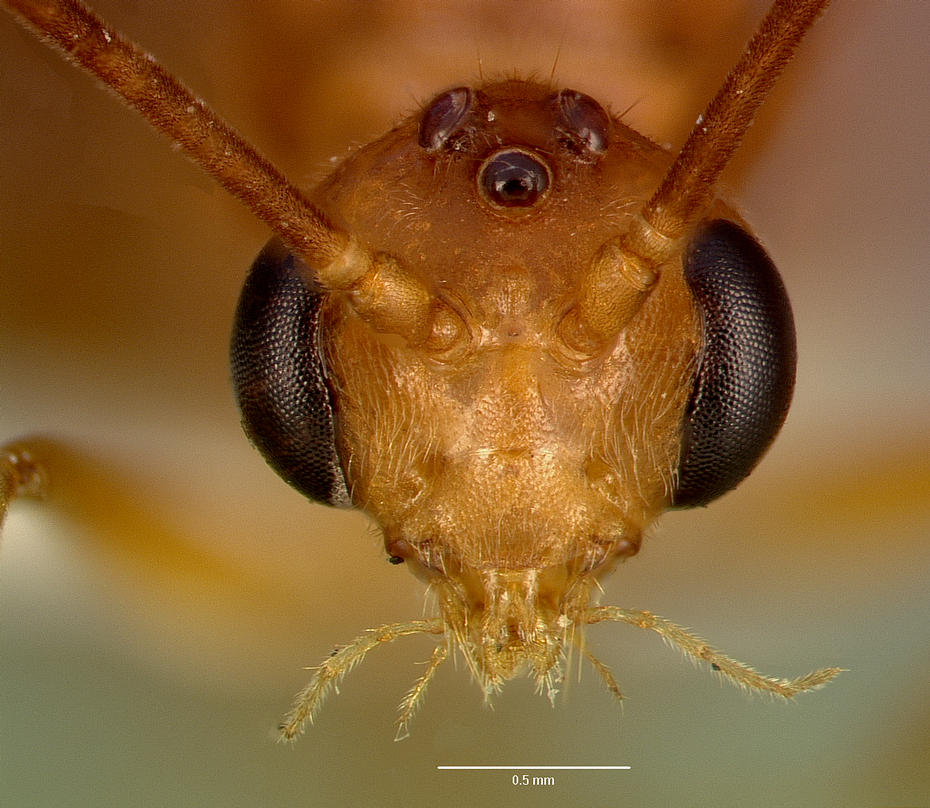
Голова самца Odontomachus assiniensis